# 布罗尔-吕青
布罗尔-吕青是德国莱茵兰-普法尔茨州的一个市镇。总面积9.23平方公里，总人口2469人，其中男性1241人，女性1228人（2011年12月31日），人口密度267人/平方公里。